# Biram Dah Abeid

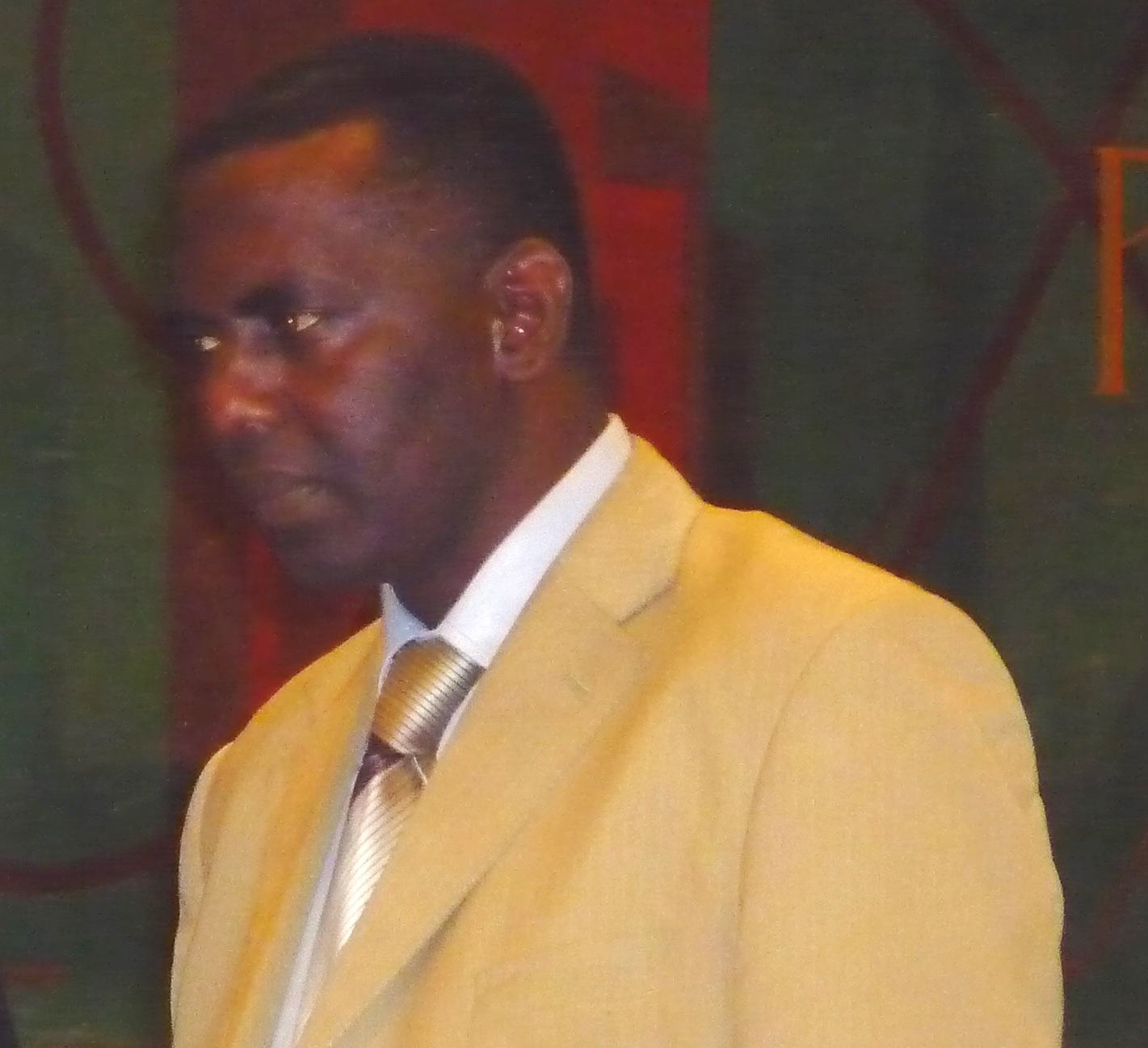
Biram Dah Abeid år 2009.

Biram Dah Abeid är en mauretansk slaveribekämpare. Han är son till befriade slavar. Han och två andra antislaveriaktivister arresterades 15 januari 2015, något som mött skarp kritik från människorättsorganisationer. Slaveri är officiellt förbjudet i Mauretanien, men i verkligheten hålls mellan 140 000 och 160 000 människor som slavar.
Han deltog i presidentvalet 2014 och fick 8 procent av rösterna. Den sittande presidenten Muhammad Ould Abdel Aziz vann med nästan 82 procent valet, som bojkottades av oppositionen.
Han mottog FN:s pris för mänskliga rättigheter 2013. Det året fick han även Front Line Defenders Award for Human Rights Defenders at Risk.